# Lilltjärnen (Håsjö socken, Jämtland)
Lilltjärnen är en sjö i Bräcke kommun i Jämtland och ingår i Ljungans huvudavrinningsområde.